# Ukraińska Republika Ludowa

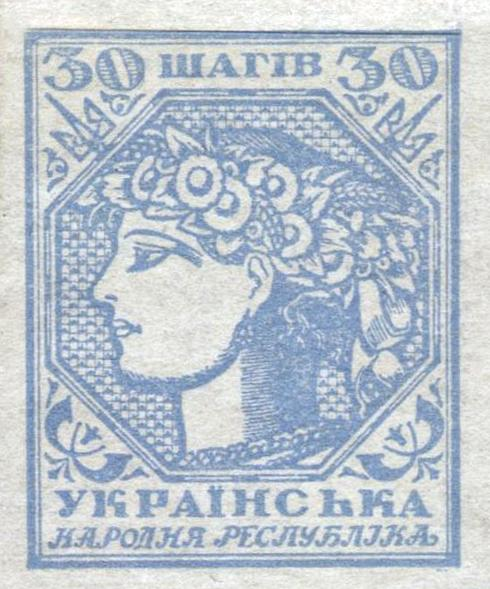
Znaczek pocztowy Ukraińskiej Republiki Ludowej

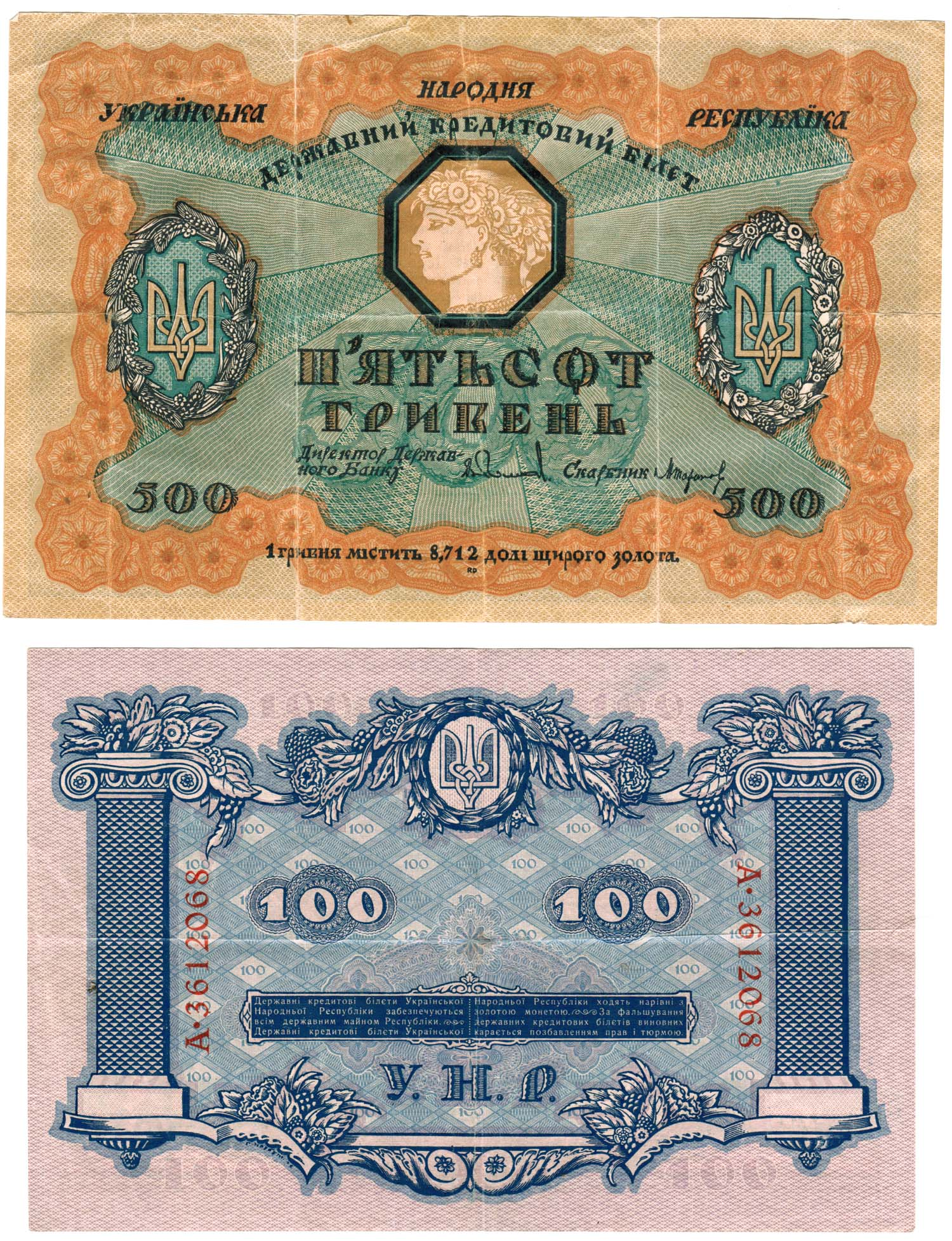
Banknoty Ukraińskiej Republiki Ludowej 1918: 100 i 500 hrywien

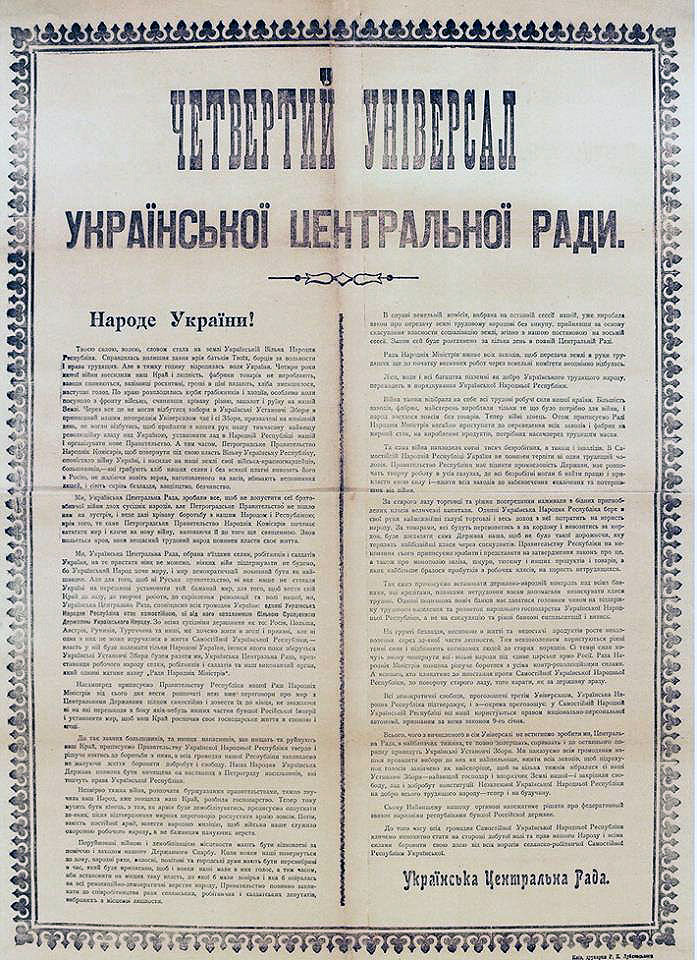
IV Uniwersał Ukraińskiej Centralnej Rady - deklaracja niepodległości Ukrainy.

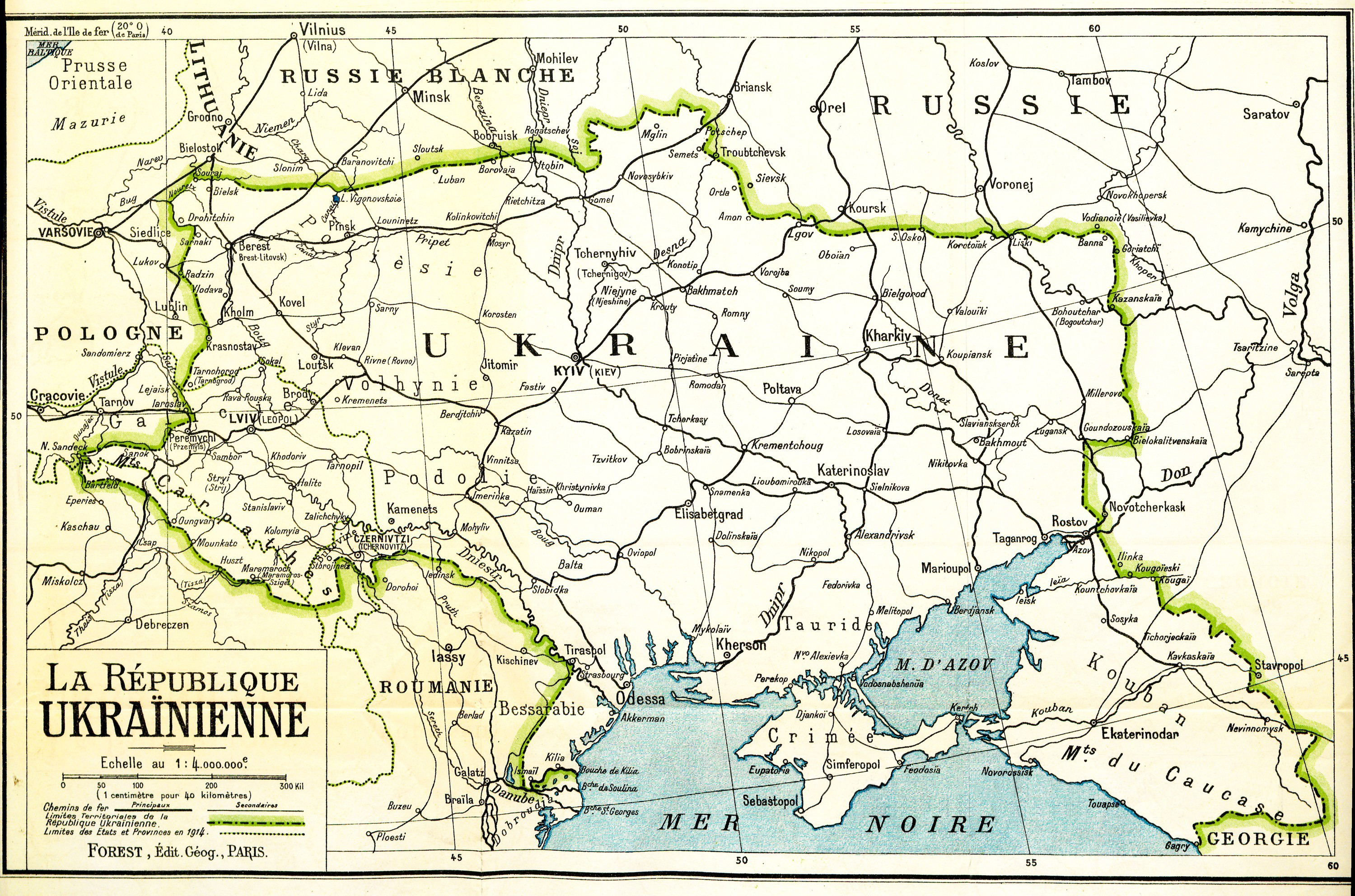
Mapa roszczeń terytorialnych Ukrainy, przedstawiona przez ukraińską delegację na konferencji pokojowej w Paryżu, rok 1919

Ukraińska Republika Ludowa (ukr. Українська Народна Республіка) – jedno z dwóch państw ukraińskich (obok Zachodnioukraińskiej Republiki Ludowej) powstałych w wyniku I wojny światowej.

## Powstanie URL
Po abdykacji 15 marca 1917 roku cara Mikołaja II Ukraińcy postanowili niezwłocznie działać na rzecz własnej autonomii. Już 17 marca powołali organ swojej autonomicznej władzy ustawodawczej o nazwie Ukraińska Centralna Rada.
UCR wydała kolejno cztery uniwersały będące wyrazem narastających nadziei na niezależność:
- I Uniwersał (23 czerwca 1917) – dotyczył powstania autonomicznego rządu
- II Uniwersał (16 lipca 1917) – dotyczył całkowitej autonomii kraju jako części państwa rosyjskiego, w ramach ugody z Rządem Tymczasowym
- III Uniwersał (20 listopada 1917) – wobec przewrotu bolszewickiego z 8 listopada zapowiadał niezależność Ukrainy w federacji z Republiką Rosyjską, jednocześnie określając terytorium Ukrainy pod władzą Ukraińskiej Centralnej Rady jako obszar guberni: kijowskiej, podolskiej, wołyńskiej, czernihowskiej, połtawskiej, charkowskiej, katerynosławskiej, chersońskiej i taurydzkiej bez Krymu. Na terenie guberni kurskiej, woroneskiej i chełmskiej ostateczna granica Ukraińskiej Republiki Ludowej miała być wytyczona na podstawie plebiscytów[3].
- IV Uniwersał (22 stycznia 1918) – wobec dokonania przez bolszewików 19 stycznia 1918 roku bezprawnego rozwiązania Konstytuanty Rosji, proklamował pełną niepodległość Ukrainy.

Pierwszym prezydentem URL został wybrany Mychajło Hruszewski. Hymnem Ukraińskiej Republiki Ludowej została ustanowiona pieśń Ще не вмерла Україна (Jeszcze Ukraina nie umarła).

## Pierwsza wojna ukraińsko-bolszewicka iHetmanat
Już ogłoszenie autonomii w ramach Rosji bolszewickiej doprowadziło do wybuchu pierwszej wojny ukraińsko-bolszewickiej, a deklaracja niepodległości została ogłoszona w trakcie intensywnych działań wojennych. Wobec słabości armii ukraińskiej bolszewicy zajęli stolicę Ukrainy (Kijów) 8 lutego 1918 roku. Na krótko, bo już 1 marca odzyskano miasto, ale rząd URL zwrócił się o pomoc do państw centralnych.
W tym celu rząd ukraiński wysłał delegatów na rozmowy pokojowe w Brześciu. W ich wyniku 9 lutego 1918 państwa centralne zawarły z Ukraińską Republiką Ludową traktat pokojowy. Na podstawie traktatu Niemcy i Austro-Węgry odstępowały proklamowanej Ukraińskiej Republice Ludowej Chełmszczyznę z miastem Chełmem i część Podlasia, a w tajnej klauzuli tego dokumentu Austro-Węgry zobowiązywały się do wyodrębnienia Galicji Wschodniej wraz ze Lwowem i Przemyślem jako osobnego (autonomicznego) kraju koronnego monarchii. Poza tym traktat zawierał obietnicę pomocy militarnej dla Ukraińskiej Republiki Ludowej w zamian za milion ton zboża, które URL zobowiązywała się dostarczyć Niemcom i Austro-Węgrom do końca czerwca 1918 roku.
Traktat ten oznaczał uznanie państwa ukraińskiego przez państwa centralne, wywołał on wzburzenie wśród polskiej opinii publicznej, gdyż odstępował on URL ziemie, do których (ze względów historycznych i etnicznych) pretensje rościli sobie Polacy, jednak delegacja Królestwa Polskiego do rokowań nie została dopuszczona. 3 marca Cesarstwo Niemieckie, Austro-Węgry i ich sojusznicy zawarły z Rosją sowiecką traktat brzeski, gdzie Rosja uznała, że wymienione w traktacie nowo powstałe państwa na dotychczasowym terytorium Imperium Rosyjskiego nie są związane żadnymi obowiązkami wobec niej. W kwestii ukraińskiej Rosja zobowiązała się do bezzwłocznego zawarcia pokoju z URL, wycofania z terytorium URL wojsk rosyjskich i bolszewickich oraz zaprzestania działań przeciwko organom władzy URL. W trakcie rokowań pokojowych na terytorium URL wkroczyły wojska niemieckie i austro-węgierskie.
Konserwatywny rząd Cesarstwa Niemieckiego był nastawiony nieprzychylnie do rządzących w Kijowie socjaldemokratów. Wykorzystał to dawny generał Armii Imperium Rosyjskiego, były adiutant Mikołaja II Pawło Skoropadski, który z poparciem Niemców dokonał zamachu stanu i obwołał się hetmanem. 29 kwietnia Skoropadski ogłosił likwidację Ukraińskiej Republiki Ludowej i proklamował powstanie Państwa Ukraińskiego (Hetmanatu). Swoje zobowiązania z Brześcia Rosja radziecka wypełniła dopiero 12 czerwca 1918, kiedy to zawarła preliminaryjny pokój z Państwem Ukraińskim.

## Dyrektoriat i wybuch II wojny ukraińsko-bolszewickiej
Po klęsce państw centralnych w listopadzie 1918 roku Skoropadski został pozbawiony protektoratu militarnego Niemiec, gdyż warunki rozejmu zawartego 11 listopada 1918 przez Niemcy z państwami Ententy przewidywały ewakuację Armii Cesarstwa Niemieckiego z terytorium Ober-Ostu, w tym z Ukrainy, zaś monarchia austro-węgierska rozpadła się na państwa narodowe. W tej sytuacji 14 grudnia Symon Petlura i Wołodymyr Wynnyczenko przeprowadzili, przy wsparciu korpusu Strzelców Siczowych pod dowództwem płk. Jewhena Konowalca, przewrót wojskowy. Proklamowano na powrót Ukraińską Republikę Ludową, jednak już bez Centralnej Rady i urzędu prezydenta. Najwyższą władzę w państwie sprawował Dyrektoriat (ukr. Директорія), początkowo pod przewodnictwem Wynnyczenki.
Realizując politykę odzyskiwania terytoriów utraconych w wyniku traktatu brzeskiego, bolszewicy w listopadzie utworzyli w Kursku Tymczasowy Robotniczo-Chłopski Rząd Ukrainy, a Armia Czerwona wkroczyła na terytorium URL, rozpoczynając zbrojną interwencję w celu przyłączenia ziem ukraińskich do państwa radzieckiego. 3 stycznia 1919 r. przy wsparciu miejscowych probolszewickich oddziałów robotniczych siły radzieckie pod dowództwem Władimira Antonowa-Owsiejenki opanowały Charków. 12 stycznia zajęły natomiast Czernihów, szykując się do marszu na Kijów. Ponieważ noty protestacyjne rządu ukraińskiego pozostały bez odpowiedzi, 16 stycznia 1919 roku Ukraina oficjalnie wypowiedziała wojnę Rosyjskiej Federacyjnej Socjalistycznej Republice Radzieckiej.
Rząd Wynnyczenki w polityce wewnętrznej był radykalnym rządem socjalistycznym, m.in. planowano nacjonalizację przemysłu i całkowitą konfiskatę majątków ziemskich na potrzeby reformy rolnej. Ostatecznie reforma rolna została przeprowadzona z zachowaniem ograniczonego prawa własności dotychczasowych właścicieli, a nacjonalizację odwołano, jednakże same plany zdążyły się już przyczynić do spadku popularności rządu w wyższych warstwach społeczeństwa. Wśród chłopów rząd również nie cieszył się dużym poparciem z powodu ograniczenia reformy rolnej, podczas gdy pod rządami bolszewickimi cała ziemia została skonfiskowana dotychczasowym właścicielom (po czym chłopom ją zabrano, czego jednak wówczas chłopi się nie domyślali).
Mimo prób rząd Wynnyczenki nie zdołał również doprowadzić do zawarcia pokoju z radziecką Rosją, ta bowiem domagała się włączenia Dyrektoriatu do rządu Ukraińskiej Republiki Radzieckiej, a więc de facto likwidacji URL. Z kolei ogłoszenie aktu zjednoczenia URL i Zachodnioukraińskiej Republiki Ludowej 22 stycznia 1919 roku otworzyło nowy front wojny – z Polską.

## Rządy Petlury

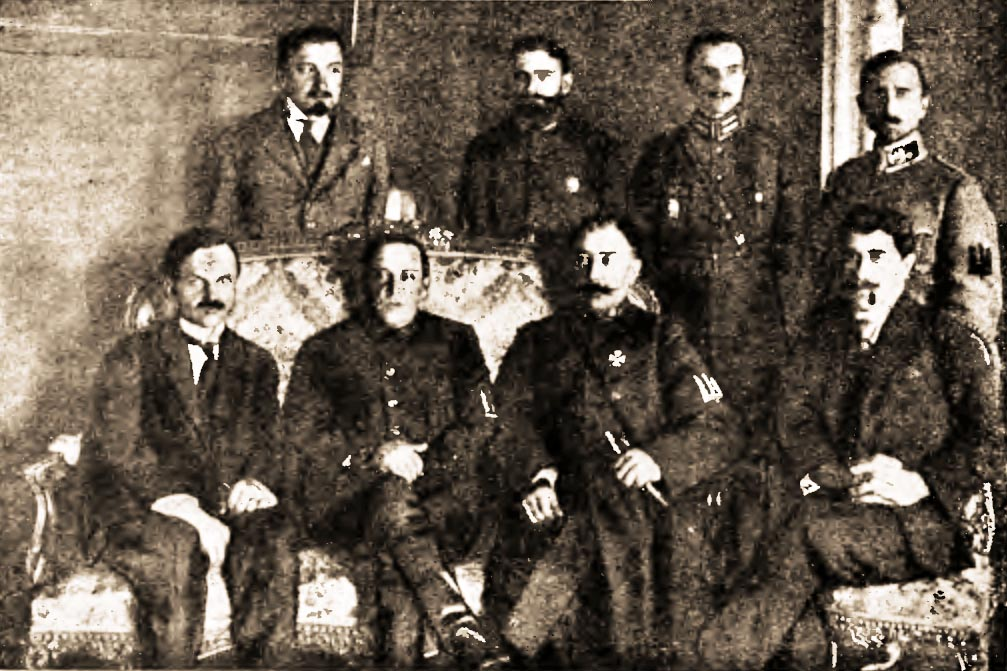
Rząd URL w 1920 roku, Symon Petlura siedzi w środku

W atmosferze oskarżeń o nieudolność i wobec postępów bolszewików, którzy 5 lutego 1919 roku zajęli Kijów, Wynnyczenko został odsunięty, a przewodnictwo Dyrektoriatu objął dotychczasowy głównodowodzący armią URL – Symon Petlura. Połączone armie URL i UHA stopniowo ulegały siłom bolszewickim. Po zajęciu Kijowa rząd URL ewakuował się na Wołyń, gdzie walki toczyły się równocześnie z Polakami, a ostatecznie do Kamieńca Podolskiego. Po zajęciu tego miasta przez bolszewików w maju 1919 rząd ukraiński zawarł rozejm z Polską. Pozwoliło to na reorganizację armii i – dzięki zamknięciu frontu polskiego oraz wybuchowi antybolszewickich powstań chłopskich – przeprowadzenie skutecznego kontrnatarcia, które doprowadziło do wyzwolenia w czerwcu Kamieńca. Jednoczesna ofensywa Armii Białych Rosjan (Armia Ochotnicza) pod dowództwem gen. Antona Denikina doprowadziła do zajęcia Kijowa przez białych. Miasto zostało zajęte 30 sierpnia 1919 przez armię URL, następnego dnia musiała się ona wycofać, przekazując miasto armii Denikina.
Denikin nie zamierzał zgodzić się na niepodległość Ukrainy. Na zdobytych ziemiach ukraińskich Biali głosili ideę jedynej i niepodzielnej Rosji, niszczono ukraińskie szkoły i organizacje kulturalne, wprowadzano masowe represje wobec ukraińskiej inteligencji.
Lato 1919 roku było niekorzystne dla bolszewików, gdyż większość terytorium Naddnieprza znajdowała się pod kontrolą Polski, URL/UHA lub Armii Ochotniczej Denikina, które jednak walczyły ze sobą nawzajem. Przez wrzesień i październik 1919 roku trwały walki między Armią Ochotniczą a wojskami ukraińskimi. W październiku załamała się pod Orłem ofensywa Denikina na Moskwę. Nastąpił rozkład Armii Ochotniczej i jej szybki odwrót na południe. W konsekwencji w grudniu Armia Czerwona ponownie zajęła Kijów, przejmując go z rąk Białych, a wojska ukraińskie zostały całkowicie okrążone w rejonie Kamieńca Podolskiego. Część oddziałów ukraińskich (Jurko Tiutiunnyk, Mychajło Omelianowycz-Pawlenko) przeszła do półpartyzanckiej walki na tyłach bolszewików i Armii Ochotniczej (tzw. I pochód zimowy).

## Wojna polsko-ukraińsko-bolszewicka
Po porozumieniu między Piłsudskim i Petlurą doszło do podpisana 22 kwietnia 1920 roku polsko-ukraińskiej umowy (tzw. umowa warszawska 1920). Przewidywała ona wspólną wojnę przeciwko bolszewikom, uznanie przez Polskę i URL wspólnej państwowej granicy na rzece Zbrucz i zrzeczenie się wzajemnych roszczeń do pozostałych ziem. Armia Czynna Ukraińskiej Republiki Ludowej podlegała taktycznie polskiej 6 Armii gen. Wacława Iwaszkiewicza-Rudoszańskiego, a operacyjnie dowództwu Frontu Ukraińskiego (od 9 lipca 1920 – Front Południowo-Wschodni).
W konsekwencji podjętej 25 kwietnia ofensywy Wojska Polskiego i armii URL 7 maja 1920 oddziały 3 Armii gen. Edwarda Śmigłego-Rydza, wraz z oddziałami ukraińskimi, odebrały bolszewikom Kijów. Po przełamaniu pod Samhorodkiem frontu przez Armię Konną Budionnego wojska polskie i ukraińskie były zmuszone 11 czerwca opuścić Kijów (do którego już nigdy nie powróciły) i wycofać się w kierunku Polesia. Kontrofensywa rozpoczęła się wygraną w Bitwie Warszawskiej i rozbiciem Armii Konnej Siemiona Budionnego pod Zamościem i Komarowem (z udziałem wojsk 6 Dywizji Armii Czynnej URL) w sierpniu 1920, a następnie w bitwie nad Niemnem (wrzesień 1920). Jednak mimo sukcesów militarnych w październiku delegacja Sejmu podpisała w Rydze zawieszenie broni, jednocześnie uznając USRR jako stronę rokowań i niedopuszczając rządu URL do stołu rozmów. Stanowiło to złamanie umowy warszawskiej, mimo że nie została ona nigdy ostatecznie ratyfikowana przez polski Sejm. W konsekwencji zawieszenia broni Piłsudski wstrzymał 18 października natarcie wojsk polskich, co nie przeszkodziło mu w dalszym, aktywnym wspieraniu walczących wojsk ukraińskich.
Nie bacząc na warunki rozejmu z bolszewikami Polacy przez cały październik i listopad dostarczali zaopatrzenia Ukraińcom. Poprzez 6 Armię przekazali oddziałom ukraińskim 20 milionów marek, znaczne ilości umundurowania (w tym zimowego), żywność, broń i inne wyposażenie wojskowe. Od 15 października do połowy listopada Ukraińcy otrzymali m.in. 10 tysięcy płaszczy, 8700 par butów, 26 tysięcy par spodni i koszul, 15 tysięcy bochenków chleba i 6 ton sucharów, a także znaczne ilości uzbrojenia i sprzętu wojskowego w tym: 8 samochodów pancernych, 20 dział, 150 karabinów maszynowych, 10 tysięcy karabinów. Oprócz wymienionego wsparcia materialno-technicznego strona polska udzieliła Ukraińcom pomocy w zakresie organizacyjnym, transportowym i logistycznym. Nadto w końcu września podpułkownik Walery Sławek, prawdopodobnie inicjując pomysł samego Józefa Piłsudskiego, utworzył liczący około 1200 żołnierzy oddział przeciwko Armii Czerwonej mający walczyć u boku Armii URL, w którego skład wchodzili pochodzący z Ukrainy Polacy. Walczyli oni u boku wojsk ukraińskich w listopadzie 1920 roku. Oddział polski składał się z około 1200 żołnierzy w którego skład wchodziły: 2 bataliony piechoty, 2 szwadrony jazdy, bateria artylerii konnej (4 armaty) i oddział sztabowy
Mimo dalszego wspierania Ukraińców przez Polaków licząca 40.000 żołnierzy armia URL została pokonana w samodzielnej kampanii (trwającej w dniach 11-20 listopada 1920) przez Armię Czerwoną, 21 listopada 1920 roku ewakuowała się do Polski, gdzie została internowana.

## Rząd na wychodźstwie
Ukraińska Republika Ludowa w czasie swego istnienia została uznana przez Polskę, Stolicę Apostolską, Cesarstwo Niemieckie, Carstwo Bułgarii, Imperium Osmańskie, Królestwo Rumunii, Rosję sowiecką, Finlandię, Łotwę, Argentynę.
Po wycofaniu się wojsk ukraińskich do Polski Dyrektoriat przyjął ustawy umożliwiające dalsze działanie URL na wychodźstwie. Organami władzy miały być: Państwowa Rada Narodowa (ukr. Державна Народна Рада), Rada Ministrów Ludowych (ukr. Рада Народних Міністрів) i Dyrektoriat. Rezydowały one początkowo w Tarnowie i Częstochowie, następnie w Warszawie, Pradze i Paryżu.
URL utraciła uznanie międzynarodowe (Polska, Finlandia, Łotwa) w 1921 roku w konsekwencji pokoju ryskiego. Również pozostałe państwa świata uznały Ukraińską SRR jako formalnie suwerenne państwo, które po II wojnie światowej stało się nawet członkiem założycielem ONZ. Rząd URL protestował przeciwko temu na forum Ligi Narodów, jednak bezskutecznie.
Do II wojny światowej rząd URL na wychodźstwie cieszył się jednak nadal poparciem (w tym finansowym) Polski i Czechosłowacji. Część ukraińskiej emigracji zarzucała mu, że poparcie to zdobywa kosztem rezygnacji z postulatu niezależności ziem ukraińskich pozostających pod władzą tych państw.
Po II wojnie światowej rząd mógł działać wyłącznie w Europie Zachodniej. Utworzono Ukraińską Radę Narodową (ukr. Українська Національна Рада) jako organ przedstawicielski ukraińskich emigracyjnych stronnictw politycznych.
Po II wojnie światowej próby dialogu polsko-ukraińskiego podejmowały środowiska emigracyjne. 28 listopada 1979 w Londynie prezydent Mykoła Liwycki, premier Teofil Łeontij i minister spraw zagranicznych Jarosław Rudnycki z reprezentującymi władze polskie na uchodźstwie prezydentem Edwardem Raczyńskim, premierem Kazimierzem Sabbatem i wiceministrem Tadeuszem Lasko podpisali wspólną deklarację.
Emigracyjne władze URL działały do roku 1992, kiedy to ostatni prezydent URL na emigracji, Mykoła Pławiuk, wręczył pierwszemu prezydentowi niepodległej Ukrainy Łeonidowi Krawczukowi akt stwierdzający, że proklamowane w 1991 roku państwo ukraińskie jest prawnym następcą Ukraińskiej Republiki Ludowej.